# Lay All Your Love on Me
Lay All Your Love on Me is een nummer van de Zweedse popgroep ABBA, afkomstig van hun album Super Trouper uit 1980. Het nummer werd in juli 1981 in beperkte oplage uitgebracht als 7 " inch single en 12" inch maxi single. Het nummer staat tevens op de album collectie ABBA Gold: Greatest Hits.

## Achtergrond
Lay All Your Love on Me is een electro-disco nummer, geschreven door Benny Andersson en Björn Ulvaeus. Het nummer wordt voornamelijk gezongen door Agnetha Fältskog. De opnames begonnen op 9 september 1980 in de Polar Music Studios in Stockholm. Op 10 oktober 1980 was het nummer voltooid.
Het nummer valt op doordat aan het eind van elk couplet de zangstem langzaam zwaarder wordt. Dit effect werd bereikt door het normale stemgeluid elektronisch iets lager te laten klinken. Het refrein van het nummer was volgens Andersson en Ulvaeus meer een soort hymne, dus werd een deel ervan met behulp van een vocoder aangepast om een geluidseffect te krijgen als ware het nummer in een kerkgebouw werd gezongen.
Het was aanvankelijk niet de bedoeling dat het nummer een single zou worden. ABBA nam dan ook geen promotievideo voor het nummer op. Toen het nummer in onder andere het Verenigd Koninkrijk toch als single uitgebracht werd, werd nog haastig een bijbehorende videoclip gemaakt bestaande uit beelden uit bestaande ABBA-video’s.
De plaat werd een bescheiden hit in een aantal landen. In thuisland Zweden werd slechts een 68e positie behaald. In het Verenigd Koninkrijk werd de 7e positie in de UK Singles Chart behaald, in Ierland de 8e en in Duitsland de 26e positie.
In Nederland werd de plaat regelmatig gedraaid op Hilversum 3, echter werden de destijds drie hitlijsten op de nationale publieke popzender (de Nederlandse Top 40, Nationale Hitparade en de TROS Top 50) niet bereikt. Ook in de Europese hitlijst op Hilversum 3, de TROS Europarade, werd géén notering behaald.
In België bereikte de plaat de 13e positie in de Vlaamse Ultratop 50 en de 14e positie in de Vlaamse Radio 2 Top 30.

## Ontvangst
Lay All Your Love on Me werd pas een jaar na opname uitgebracht als single en maxisingle, maar werd vooral in een remixversie populair in de Verenigde Staten. In het Verenigd Koninkrijk haalde de plaat de 7e plaats in de UK Singles Chart; de slechtste positie sinds I Do I Do I Do I Do I Do in 1975.
Sinds de editie van 2005, staat de plaat onafgebroken genoteerd in de jaarlijkse NPO Radio 2 Top 2000 van de Nederlandse publieke radiozender NPO Radio 2.

### NPO Radio 2 Top 2000
| Nummer met noteringen in de NPO Radio 2 Top 2000 | '05  | '06  | '07 | '08  | '09 | '10 | '11 | '12 | '13 | '14 | '15  | '16 | '17 | '18 | '19 | '20 | '21 | '22 | '23 | '24 |
| ------------------------------------------------ | ---- | ---- | --- | ---- | --- | --- | --- | --- | --- | --- | ---- | --- | --- | --- | --- | --- | --- | --- | --- | --- |
| Lay All Your Love on Me                          | 1259 | 1059 | 896 | 1477 | 692 | 738 | 911 | 961 | 953 | 945 | 1086 | 950 | 911 | 505 | 466 | 404 | 326 | 228 | 199 | 241 |

1. ↑  Een vetgedrukt getal geeft de hoogste notering aan.
2. ↑  2005 was het eerste jaar met een notering voor dit nummer.

## Covers
Lay All Your Love on Me is meerdere malen gecoverd. Een van de bekendste covers is die van Information Society uit 1988.

## Trivia
Lay All Your Love on Me komt voor in de musical Mamma Mia!, waarin het wordt gezongen door de personages Sophie en Sky. In deze context wordt via het lied uitgelegd hoe Sophie en Sky zich voelden toen ze elkaar ontmoetten.